# Les Fontaines du paradis
Les Fontaines du paradis (The Fountains of Paradise) est un roman de science-fiction britannique d'Arthur C. Clarke paru en 1979 par l'éditeur Victor Gollancz Ltd au Royaume-Uni. En France, il est publié en 1980 par Albin Michel dans la collection Super+Fiction no 7. Il est connu pour avoir popularisé le concept d'ascenseur spatial.
Ce roman est récompensé par le prix Nebula du meilleur roman, en 1979, et le prix Hugo du meilleur roman, en 1980.

## Personnages
- Dr Vannevar Morgan : l'ingénieur ambitieux.
- Maxine Duval : la journaliste.
- Sheik Abdullah : le dictateur.
- Le Vénérable bodhidharma mahanayake Thero : le chef du temple de Sri Lanka.
- Dr Choam Goldberg, le Vénérable Parakarma : l'astrophysicien et mathématicien de la micrométéorologie.
- Johan Sri Rajasinghe : ancien diplomate installé à Taprobane.

## Résumé
Vannevar Morgan est le concepteur du pont qui, au cours du XXIIe siècle, franchit le détroit de Gibraltar. Cette fois, il se propose de lancer un pont vers… l'espace, une sorte d'ascenseur spatial. La base de cette construction doit être installée le plus haut possible et sur l'équateur. L'emplacement idéal est donc l'île de Taprobane (Sri Lanka, bien que Clarke la déplace de quelques centaines de kilomètres pour les besoins de l'histoire).
Mais voilà, le sommet de la Montagne Sacrée du Sri Kanda est occupé par un monastère et c'est un lieu de pèlerinage depuis plusieurs millénaires. Morgan pourra-t-il mener son projet jusqu'au bout ? Ou alors, sur Mars ?

## Signification du titre
Le titre vient d'une citation de Giovanni de Marignolli au  XIVe siècle : « De Taprobane au Paradis, il y a quarante lieues, et là peut s'entendre le murmure des fontaines du Paradis ».